# 2015 FU403
2015 FU403 est un objet transneptunien.